# Видоје Ђуровић
Видоје Ђуровић — Кеша (Велета, код Даниловграда, 1911 — Виш, код Даниловграда, 13. март 1942) био је економиста, учесник Народноослободилачке борбе и народни херој Југославије.

## Биографија
Рођен је 1911. године у селу Велета, код Даниловграда. Основну школу и нижу гимназију завршио је Даниловграду, а Трговачку академију у Подгорици. Године 1932. уписао се на Високу комерцијалну школу у Загребу, а након тога на Економски факултет. Тада је примљен за члана Савеза комунистичке омладине Југославије (СКОЈ). Члан Комунистичке партије Југославије (КПЈ) постао је 1936. године.
Учесник Народноослободилачке борбе је од 1941. године. Током Тринаестојулског устанка, био је командир Прве петрушинске чете, а затим командант Првог петрушинског батаљона. Након формирања Зетског партизанског одреда, био је постављен за првог команданта његовог Првог ударног батаљона.
Погинуо је 13. марта 1942. године, од пада непријатељске гранате током борби на подручју Даниловграда.
Указом Председништва Антифашистичког већа народног ослобођења Југославије (АВНОЈ) 11. јула 1945. постхумно је одликован Орденом заслуга за народ првог реда. Указом Президијума Народне скупштине Федеративне Народне Републике Југославије, 5. јула 1952. године, проглашен је за народног хероја Југославије.